# Gruppo nazionale per gli studi concettuali
Il Gruppo nazionale per gli studi concettuali (Narodowy Zespól Koncepcyjno-Studyjny, sigla NZKS) è un piccolo gruppo neopagano polacco, fondato da Andrzej Wylotek nel 1991 a Varsavia.
Il gruppo è collocato politicamente a destra e prende a modello l'antica civiltà slava.
Pubblica la rivista Zywiol ("Elemento"; 10 numeri, l'ultimo nel 1997) i cui contenuti sono costituiti principalmente da  articoli sul paganesimo polacco, sui movimenti pagani tradizionali e sulla loro storia e filosofia, sui pensatori che hanno influito sul movimento neopagano polacco, sulla poesia e l'arte neopagana.
Il fondatore, Andrzej Wylotek, era stato da giovane simpatizzante del SRS, negli anni ottanta collaboratore di Bolesław Tejkowski, nel 1989 direttore del Fronte nazionale polacco (Polski Front Narodowy), nel 1990 attivista del PPN (di tendenze pilsudskiane), nel 1991 attivista del Partito X (Partia X) e nel 1992 vicepresidente dell'Unione Sociale Nazionale.